# Vía Colectora Milagro-Bucay
La Vía Colectora Milagro-Bucay (E488) es una vía secundaria de sentido oeste-este ubicada en la Provincia de Guayas.  Esta se inicia en la Troncal de la Costa (E25) en la localidad de Milagro.  A partir de Milagro, la colectora se extiende en sentido oriental hasta la localidad de General Elizalde (Bucay) en la frontera interprovincial Guayas/Chimborazo.

## Concesiones
La Vía Colectora Milagro-Bucay (E488) está concesionada en toda su extensión a la empresa privada CONSEGUA S.A. por lo que es necesario el pago de peajes a lo largo de su recorrido.

## Localidades destacables
De oeste a este:
- Milagro, Guayas
- Roberto Astudillo, Guayas
- Naranjito, Guayas
- General Elizalde (Bucay), Guayas

- Datos: Q2666316